# 30826 Кулон
30826 Куло́н (30826 Coulomb) — астероїд головного поясу, відкритий 10 жовтня 1990 року.
Тіссеранів параметр щодо Юпітера — 3,206.